# Stormwatch
Stormwatch is het laatste deel van de trilogie folkrockalbums van de Britse band Jethro Tull, uitgebracht in 1979.
Het album gaat over de verslechtering van het milieu en is een waarschuwing voor een apocalyptische toekomst als de mensheid niet een beter evenwicht tussen groeiende economie en natuur vindt.

## Geschiedenis
Dit was het laatste album met John Evan, David Palmer, Barriemore Barlow en John Glascock. Glascock speelt basgitaar op Orion, Flying Dutchman en Elegy; hij leed aan een aangeboren hartziekte, en kon de andere nummers niet meer opnemen met de band. Ian Anderson speelde alle andere baspartijen. Vlak na de release overleed Glascock.
Elegy is geschreven door Palmer voor zijn vader, de rest van het album zoals gewoonlijk door Anderson.
Dun Ringill is een historisch fort uit de ijzertijd op het Isle of Skye, dat diende als thuisbasis voor de Mackinnon-clan. Anderson woonde in het nabijgelegen Kilmarie House tot 1994. Het intro van Dun Ringill is ingesproken door Francis Wilson, een presentator van het weerbericht.

## Nummers
1. North Sea Oil
2. Orion
3. Home
4. Dark Ages
5. Warm Sporran
6. Something's On The Move
7. Old Ghosts
8. Dun Ringill
9. Flying Dutchman
10. Elegy
11. A Stitch In Time¹
12. Crossword¹
13. Kelpie¹
14. King Henry's Madrigal¹

¹Bonusnummers op de digitaal geremasterde versie.

## Bezetting
- Ian Anderson (zang, dwarsfluit, akoestische gitaar, basgitaar)
- Martin Barre (elektrische gitaar, mandoline, klassieke gitaar)
- Barriemore Barlow (drums, percussie)
- John Evan (piano, orgel)
- David Palmer (synthesizers, portatief orgel, arrangement voor orkest)
- John Glascock (basgitaar)

Gastmuzikant:
- Francis Wilson (gesproken woord)
- onbekend orkest